# O Rio do Quarto
O Rio do Quarto é um livro do escritor brasileiro Joaquim Manuel de Macedo (1820-1882), publicado em 1869.
É o oitavo romance do autor, publicado no mesmo ano de A Luneta Mágica. O cenário é a antiga freguesia de São João de Itaborahy, atual município de Itaboraí, terra natal do romancista. O narrador, a pretexto de explicar a origem do nome do Rio do Quarto, que banha a localidade, conta "a história de um grande crime e do terrível castigo que caiu sobre o homem que o perpetrou".
Milo, o personagem principal, é retratado como exemplo do homem do campo, sincero e honesto, que não é contaminado pelas máscaras sociais.